# Yoshiro Nakamatsu
Yoshiro Nakamatsu (中松 義郎, Nakamatsu Yoshirō), né le 26 juin 1928, aussi connu sous le nom de Dr. NakaMats (ドクター中松, Dokutā Nakamatsu), est un inventeur japonais. Il apparait régulièrement dans les débats télévisés japonais.

## Biographie
Le 26 juin 2014, il révèle lors d’une conférence être atteint d’un cancer en phase terminale.

## Inventions
En 2005, il a obtenu le prix Ig Nobel pour avoir photographié, analysé et compté ses repas pendant 34 ans.

## Politique
Il est candidat aux élections du gouverneur de Tokyo en 2012. Il obtient 1,95 % des suffrages.